# Castillon-de-Larboust
 Castillon-de-Larboust  là một xã thuộc tỉnh Haute-Garonne trong vùng Occitanie ở tây nam nước Pháp. Xã nằm ở khu vực có độ cao trung bình 1000 mét trên mực nước biển.